# Joschi Schneeberger

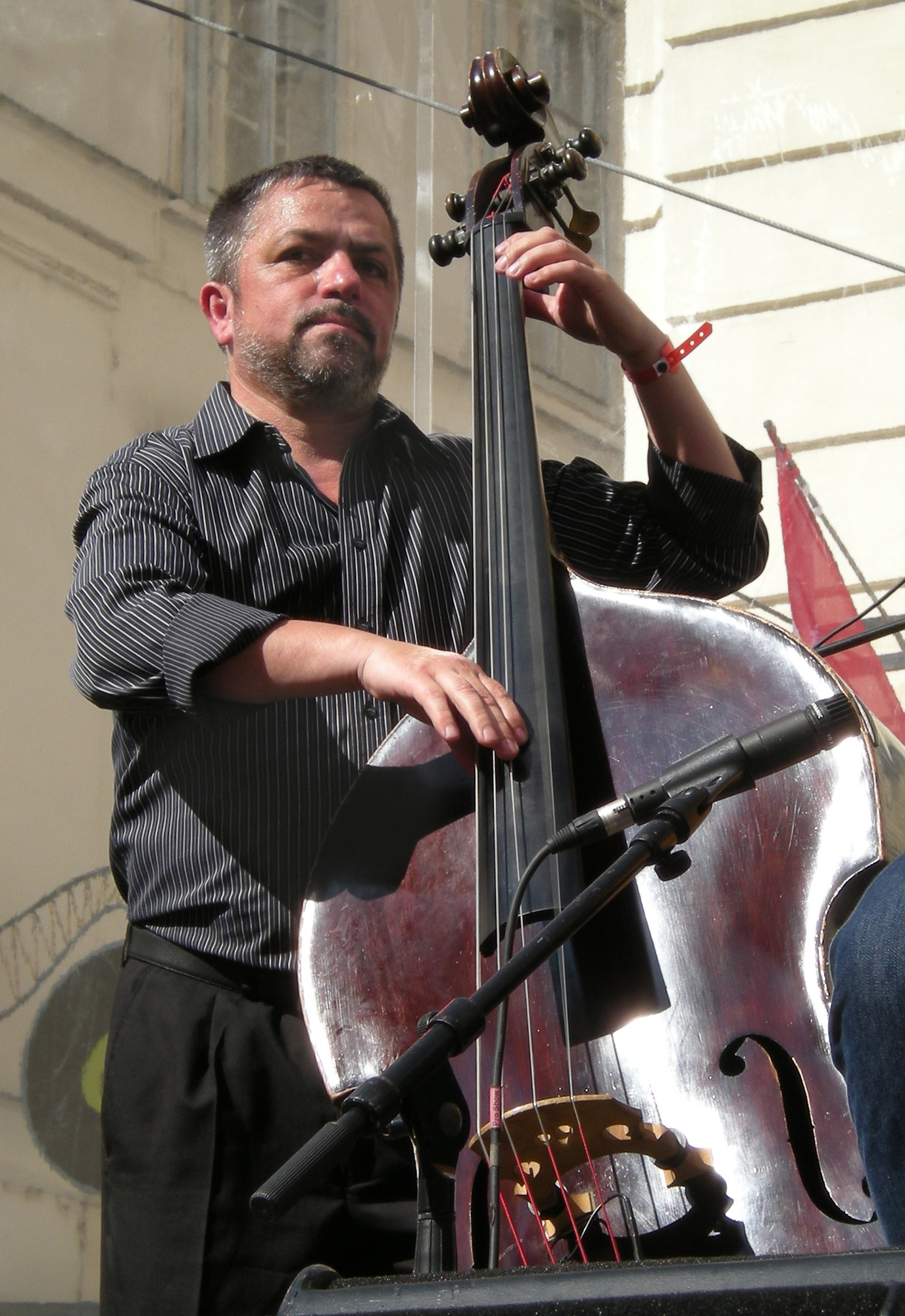
Joschi Schneeberger tijdens een optreden met het trio van zijn zoon Diknu Schneeberger, in 2009.

Adolf "Joschi" Schneeberger (Wenen, 1957) is een Oostenrijkse jazz-contrabassist, die gipsy jazz speelt, maar ook actief is in andere jazzrichtingen.
Schneeberger, die uit een Sinti-familie stamt, is op zijn instrument een autodidact. Hij begon zijn muzikale loopbaan in 1982 in het ensemble van Zipflo Weinrich, waar hij tot 1990 speelde. Hij was lid van de bands van Harri  Stojka en Elly Wright en trad op met de groepen van Thomas Gansch  (Gansch&Roses) en Jazz Gitti. Ook werkte hij samen met onder meer Benny Bailey, Till Brönner, Rolf Ericson, Mundell Lowe, Hal Singer en Clark Terry. In 1999 begon hij een eigen trio en in de jaren erna tevens een kwintet en een sextet waarin ook zijn zoon Diknu Schneeberger speelt. In 2000 verscheen zijn eerste plaat.

## Discografie
- Crazy Year, City Park, 2000
- Ägäis, City Park, 2003
- Rani, City Park, 2004
- Du und I, City Park, 2008
- Live, City Park, 2015